# Thiratoscirtus patagonicus
Thiratoscirtus patagonicus là một loài nhện trong họ Salticidae.
Loài này thuộc chi Thiratoscirtus. Thiratoscirtus patagonicus được Eugène Simon miêu tả năm 1886.